# Raphaëlle Tervel
Raphaëlle Tervel (født 21. april 1979 i Besançon) er en tidligere fransk håndboldspiller der senest i 2014 spillede for Győri Audi ETO KC i Ungarn og stoppede samme år på det franske landshold. 
Hun har siden sit karrierestop, optrådt som cheftræner i fødebyens håndboldhold ESBF Besançon.